# IMAGE-Syndrom
Das IMAGE-Syndrom, Akronym für Intrauterine Wachstumsretardierung, Metaphysäre Dysplasie, angeborene Adrenale Hypoplasie und Anomalien der Geschlechtsorgane,  ist eine sehr seltene angeborene Erkrankung mit den namensgebenden Hauptmerkmalen.
Synonyme sind:  englisch Intrauterine growth retardation-metaphyseal dysplasia-adrenal hypoplasia congenita-genital anomalies syndrome; IMAGe anomaly; IMAGe association; IMAGe syndrome
Die Bezeichnung wurde von den Autoren der Erstbeschreibung aus dem Jahre 1999 durch die US-amerikanischen Humangenetiker Eric Vilain, Martine Le Merrer und Mitarbeiter vorgeschlagen.

## Verbreitung
Die Häufigkeit wird mit unter 1 zu 1.000.000 angegeben, bislang wurde über weniger als 20 Betroffene berichtet. Die Vererbung erfolgt autosomal-dominant oder autosomal-rezessiv.

## Ursache
Der Erkrankung liegen Mutationen im CDKN1C-Gen im Chromosom 11 Genort p15.4 zugrunde, welches für den Inhibitor cyclin-abhängiger Kinasen 1C kodiert.

## Klinische Erscheinungen
Klinische Kriterien sind:
- Intrauterine Wachstumsretardierung
- Metaphysäre Dysplasie
- angeborene Nebennierenhypoplasie
- Fehlbildungen der Genitalia wie Kryptorchismus, Hypospadie, Mikropenis und Hypogonadotroper Hypogonadismus
- Gesichtsauffälligkeiten wie breiter Nasenrücken, tief ansetzende Ohren